# Go and Ask Peggy for the Principal Thing
Go and Ask Peggy for the Principal Thing è il quarto album in studio del gruppo musicale tedesco Fool's Garden, pubblicato nel 1997.

## Tracce
Testi e musiche di Volker Hinkel e Peter Freudenthaler eccetto dove indicato.

1. The Principal Thing
2. Emily
3. Why Did She Go?
4. Why Am I Sad Today
5. Martha My Dear (John Lennon, Paul McCartney)
6. And You Say
7. Probably
8. Nothing
9. When The Moon Kisses Town (Hinkel, Freudenthaler, Roland Röhl)
10. Rainy Day
11. Northern Town
12. Good Night + Probably (reprise; hidden track)

## Classifiche
| Classifica (1997) | Posizione massima |
| ----------------- | ----------------- |
| Germania          | 44                |
| Svizzera          | 50                |